# Publiusz
Publiusz – imię męskie pochodzenia łacińskiego. Oznacza ono: „powszechny, obywatelski”.
Publiusz imieniny obchodzi 21 stycznia, 19 lutego, 16 kwietnia i 12 listopada.
Znani o tym imieniu
- Publiusz – namiestnik Malty, nawrócony przez Apostoła Pawła
- Publiusz Korneliusz Scypion – ojciec Scypiona Afrykańskiego
- Publiusz Korneliusz Scypion Africanus – rzymski dowódca w II wojnie punickiej
- Publiusz Korneliusz Tacyt – rzymski historyk
- Publiusz Mucjusz Scewola – rzymski polityk i prawnik
- Publiusz Owidiusz Naso – rzymski poeta
- Publiusz Wergiliusz Maron – rzymski poeta